# Жития Меридских отцов
Жития Меридских отцов (Жития Эмеритских отцов; лат. Vitas Patrum Emeritensium) — написанное в первой половине VII веке латиноязычное агиографическое сочинение; повествует о жизни и деятельности глав епархии с резиденцией в городе Мерида (латинское название — Августа Эмерита).
Полный текст «Житий Меридских отцов» сохранился в менее чем десяти рукописях, из которых наиболее ранняя — Codex Emilianense 13 — датируется второй третью IX века. В ещё нескольких рукописях приводятся фрагменты сочинения. Впервые этот исторический источник был опубликован в 1633 году в Мадриде.
«Жития Меридских отцов» написаны на народной латыни. Их основная часть была создана в первой половине VII века (возможно, в 633—638 годах). Во всяком случае, труд был создан после того, как в вестготской Испании стали известны «Диалоги» Григория I Великого, меридским продолжением которых, по мнению автора, и были «Жития Меридских отцов». Ранее предполагалось, что автором сочинения был диакон кафедрального собора в Мериде Павел, о котором ничего не известно. Однако позднее утвердилось мнение, что тот был только редактором этого труда, между 672 и 680 годами внёсшим в текст некоторые дополнения.
«Жития Меридских отцов» состоят из тридцать одной главы: введения, повествования о чудесах, жизнеописания меридских епископов и заключения. Предполагается, что предисловие и первые три главы были добавлены позднее к уже существовавшему тексту. Возможно, это произошло в IX веке. В качестве образца для своего труда автор «Жития Меридских отцов» использовал «Диалоги» Григория I Великого. Источниками информации автора служили более ранние письменные работы («Житие святого Мартина» Сульпиция Севера, «Житие отцов» Григория Турского, «Житие Дезидерия» короля Сисебута и другая агиографическая литература), а также устные предания. Из Священного Писания в «Житиях Меридских отцов» содержатся аллюзии на «Книгу Бытия» и «Товит».
В «Житиях Меридских отцов» повествуется о деятельности пяти глав Меридской епархии: Павла, Фиделиса, Масоны, Иннокентия и Реновата. Кроме религиозных дел, в сочинении освещаются и социально-политические события, происходившие в Вестготском государстве при королях Леовигильде и Реккареде I. В том числе, большое внимание уделено борьбе исповедовавших ортодоксальное христианство меридских епископов со сторонниками арианства. Будучи сторонником ортодоксии, анонимный автор сочинения описывал религиозные конфликты второй половины VI века как борьбу истинной веры с ересью. Наиболее подробно освещена деятельность занимавшего епископскую кафедру между 570 и 610 годами Масоны, одного их святых отцов Мериды. Среди содержащихся в «Житиях Меридских отцов» уникальных сведений: данные о ведшихся через порт Мериды контактах с Византией, свидетельства о топографии города вестготской эпохи, а также описание борьбы меридских епископов с главами Толедской митрополии за примат над христианской церковью Вестготского государства.
Как и в других агиографических сочинения, в «Житиях Меридских отцов» описываются якобы происходившие тогда многочисленные чудеса. Так, в первых главах труда подробно повествуется о посетившем отрока Августа видении рая и Иисуса Христа и о смирившем своим благочестием жестокого короля-арианина Леовигильда аббате Нанкте. Также «Жития Меридских отцов» — один из наиболее важных источников о распространении культа святой Евлалии не только в самой Мериде, но и во всей вестготской Испании.
Вместе с другими агиографическими сочинениями — «Житиём Эмилиана», «Житиём Фруктуоза» и «Житиём Дезидерия» — «Жития Меридских отцов» являются основным источником о точке зрения духовенства на события в Вестготском государстве VI—VII веков. Из этих сочинений «Жития Меридских отцов», вероятно, наиболее значимый агиографический труд вестготской эпохи.
Издания «Житий Меридских отцов»:
- на латинском языке: Vitas sanctorum patrum Emeretensium. Paul, of Mérida, deacon of Mérida, active 7th century / Maya Sánchez A. — Corpus Christianorum. Series Latina. — Turnholti Turnhout, Belgique: Brepols, 1992. — Vol. 116. — 230 p. — ISBN 2-503-01161-6.
- на русском языке: Жития Меридских отцов / протоиерей А. Кордочкин. — Mater Hispania: христианство в Испании в I тысячелетии. — СПб.: Алетейя, 2018. — С. 322—359. — ISBN 978-5-907030-65-7.